# Mansidão
Mansidão este un oraș în statul Bahia (BA) din Brazilia.